# Rosanna Scalfi Marcello
Rosanna Scalfi Marcello (1704 of 1705 – na 1742) was een Italiaanse zangeres en componiste.

## Biografie
Rosanna Scafi was een gondelzangeres in Venetië en zong er arie di battello. Rond 1723 ging zij zang studeren bij de Italiaanse edelman, magistraat, schrijver en componist Benedetto Marcello. Op 20 mei 1728 trouwde het stel tijdens een geheime religieuze ceremonie. Scafi was toen 24 jaar.
Edelen mochten echter niet trouwen met gewone burgers. Daarom werd het huwelijk nooit op legale wijze bezegeld. Marcello stierf in 1739 aan tuberculose. 
Het huwelijk werd nietig verklaard door de staat. Rosanna kon daarom niet erven van haar geliefde. Hierdoor kwam ze in de armoede terecht. In 1742 diende ze een klacht in tegen Benedetto's broer Alessandro om zo toch financiële steun te verkrijgen. Haar eis werd echter afgewezen.
In 1742 zong ze de rol Arbace Giuseppe Antonio Paganelli’s Artaserse te St. Salvatore.
Rosanna Marcello diende als inspiratie voor een personage in Joachim Raff's 1878 opera Benedetto Marcello. Ze wordt gezongen door een mezzosopraan.

## Oeuvre
Scafi componeerde 12 cantates voor alt en basso continuo. Ze schreef zelf de teksten voor deze stukken. Dit manuscript uit circa 1730 werd in 2012 in moderne muzieknotatie uitgegeven door Deborah Hayes en John Glenn Paton onder de titel Twelve Cantatas for Alto Voice and Basso Continuo (Fayetteville, AR: ClarNan Editions, 2012).

### Cantates
I. Io ti voglio adorar

II. In questo giorno

III. Quand'io miro in oriente

IV. Solcare il mar tranquillo

V. Dunque fia vero

VI. Mirar quei chiari lumi

VII. Arde quest'alma

VIII. Ferma, Fileno ingrato

IX. Mio cor, alfin sei vinto

X. Arder di due pupille

XI. Ecco il momento

XII. Se mai non sieno